# Депортация на евреите от Македония, Тракия и Пиротско
Депортацията на евреите от Македония, Тракия и Пиротско започва на 4 март 1943 година от Беломорието.
Оттам 4058 души са транспортирани до Лом и после на 4 корабчета са изпратени до Виена. Оцеляват само 100 от тях. Български полицейски части в Битоля и Скопие събират евреите от Вардарска Македония и от 10 март започва депортирането на 7144 души с вагони до дунавските пристанища Лом и Видин. Оттам те са отведени в Треблинка. Оцеляват само около 200 от тях. На 12 март са депортирани 161 евреи от Пиротско през Лом за Виена.

## История
Решението за унищожаване на всички евреи на територията на Германия, на окупираните от нея територии и на териториите на съюзниците ѝ е взето от правителството в берлинското предградие Ванзе през 1942 г. Тогава започва масовото им депортиране към германските концлагери в окупирана Източна Европа. Опасността за българските евреи надвисва в края на 1942 година, когато Германия започва да оказва натиск върху българското правителство за “окончателно решение на еврейския въпрос” в рамките на Европа. На 12 февруари 1943 година Министерският съвет одобрява спогодба за изселването на 20 000 български евреи в Германия. Правителството дава съгласието си за депортация на всички евреи от “новите” земи, мотивирайки се, че те не са български граждани, като разликата до 20 000 е щяла да бъде допълнена от евреи от „старата“ територия на царството. Същевременно след въвеждането на българско управление в Македония, Поморавието и Западна Тракия поради натиска на Германия, третираща териториите като дадени за "Военновременно Българско управление", а не за присъединени към България, местните евреи не получават българско поданство. Член 21 от ЗЗН забранява даването на българско гражданство на чужденци от еврейски произход, като в този текст се крие формалното основание на по-сетнешните действия и разпореждания с евреите от страна на българските власти в „новите“ земи. През март 1943 година са депортирани 11 343 евреи от Тракия, Македония и Пиротско. Това става по указание на Хайнрих Химлер, предадено от немския посланик Адолф Бекерле на министър Петър Габровски. Между 22 март - 1 април македонските евреи са концентрирани в сградата на Тютюневия монопол в Скопие. Германският консул в Скопие Вите свидетелства, че населението на града приветства депортацията на македонските евреи. Българските власти освобождават няколко десетки евреи от италиански произход, лекари и други Отделни случаи на спасени евреи от Македония са тези на Рафаел Камхи и Илеш Шпиц. Близо 50 000 евреи са депортирани от окупирания от германските части в Солун, с помощта на гръцките колаборационисти. Останалите евреи са депортирани от българската администрация и са извозени за българска сметка до концентрационния лагер „Треблинка“. След тези действия еврейската общност от окупираните от България територии в Тракия, Македония и Пиротско е почти напълно унищожена. Депортацията от „новите“ земи поставя началото на протести в България, водени от православната църква и подкрепени, както от политици, така и от много граждани. В резултат на това правителството временно спира депортацията на евреите и по този начин 48 000 души успяват да оцелеят, макар че значителна част от тях са интернирани във вътрешността на страната, лишени са от имущество и права, а мнозина са вкарани в трудови лагери.